# Kloster Aura
Das Kloster Aura ist eine ehemalige Benediktinerabtei in Aura an der Saale im Bistum Würzburg. Es gehört zu den Baudenkmälern des Ortes und ist unter der Nummer D-6-72-111-1 in der Bayerischen Denkmalliste registriert.

## Geschichte
Das St. Laurentius und St. Georg geweihte Kloster wurde 1108 auf Geheiß des Bischofs Otto I. von Bamberg gegründet; die Gründung erfolgte zur Stärkung der Bamberger Herrschaft an der Fränkischen Saale.
Ein Vertrauter des Bischofs, der Historiker Ekkehard von Aura, wirkte als erster Abt (für eine Übersicht der Äbte siehe Liste der Äbte des Klosters Aura).
Die ersten Mönche kamen aus der Abtei Hirsau, einem Reformkloster im Schwarzwald, das der feierlichen Liturgie große Bedeutung beimaß und das für Unabhängigkeit der Klöster von weltlichen und geistlichen Herren eintrat. Die Schutzherrschaft über Kloster Aura wurde 1167 den Grafen von Henneberg übertragen. Bischof Otto I. von Bamberg erwirkte für das Kloster päpstlichen Schutz und Bestätigungsurkunden.
Im 14. Jahrhundert schied Aura aus dem Bamberger Bistumsverband aus und gehörte seitdem zum Hochstift Würzburg. 1469 schloss sich die Abtei der Bursfelder Reformbewegung an. Um 1500 hatte das Kloster Aura die Vogteien Aura, Wittershausen und Garitz, Zinsgerichte in Euerdorf, Kleinbrach, Sulzthal und Wirmsthal sowie Lehngerichte in Hausen, Ramsthal, Zahlbach und Waldfenster. Die Zehnten zu Wittershausen, Garitz und Kleinbrach standen allein dem Kloster zu.
Der Niedergang der Benediktinerabtei von Aura im Jahr 1525 geschah mit dem Deutschen Bauernkrieg und der Reformation. 1552/53 erlitten Kloster und Klosterdörfer schwere Schäden durch den Zweiten Markgrafenkrieg.
Bischof Friedrich von Wirsberg hob 1564 das Kloster als geistliche Institution zu Gunsten der hochstiftlichen Kammer des Hochstiftes Würzburg auf. Der ehemalige Klosterbesitz wurde in Würzburg dem Amt Trimberg zugeordnet.

## Klosteranlage
Der Kreuzgang, dessen Pflaster heute nur noch vor dem Ostflügel teilweise vorhanden ist, wurde früher von drei Flügeln umschlossen. 1874 wurde er neu zusammengestellt. Der Nordflügel wurde abgerissen, Ost- und Westflügel vollständig verändert. Im Ostflügel befinden sich der Kapitelsaal und der Apostelsaal, die heute als Leichenhalle bzw. für Ausstellungen genutzt werden. An der Nordwestseite des Westflügels befindet sich ein Renaissanceportal. Das südliche Torhaus stammt wohl aus dem 13. Jahrhundert. Es wurde stark verändert. Der nördliche Torbogen stürzte 1956 ein.

## Klosterkirche St. Laurentius

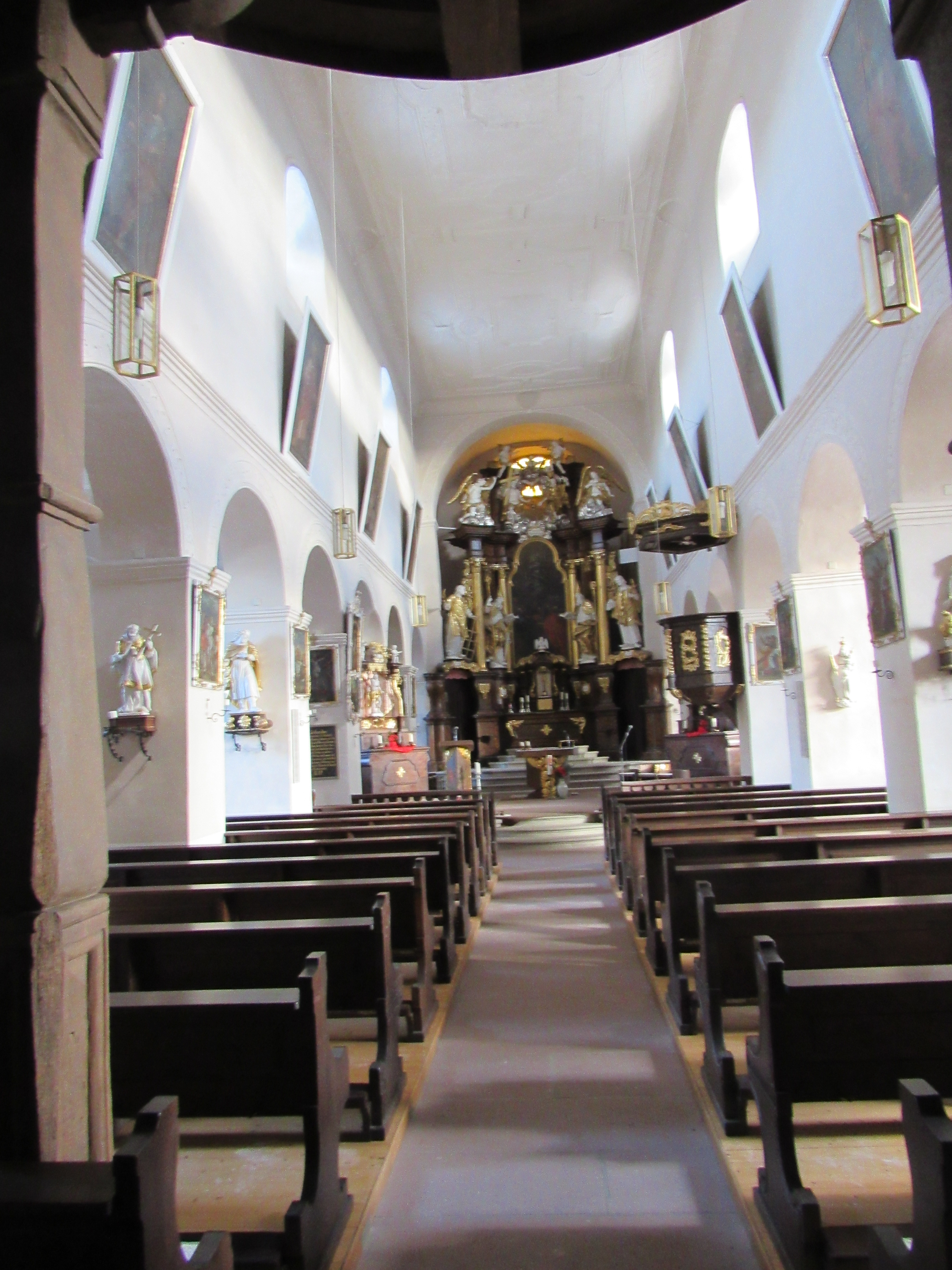
Innenraum der Klosterkirche

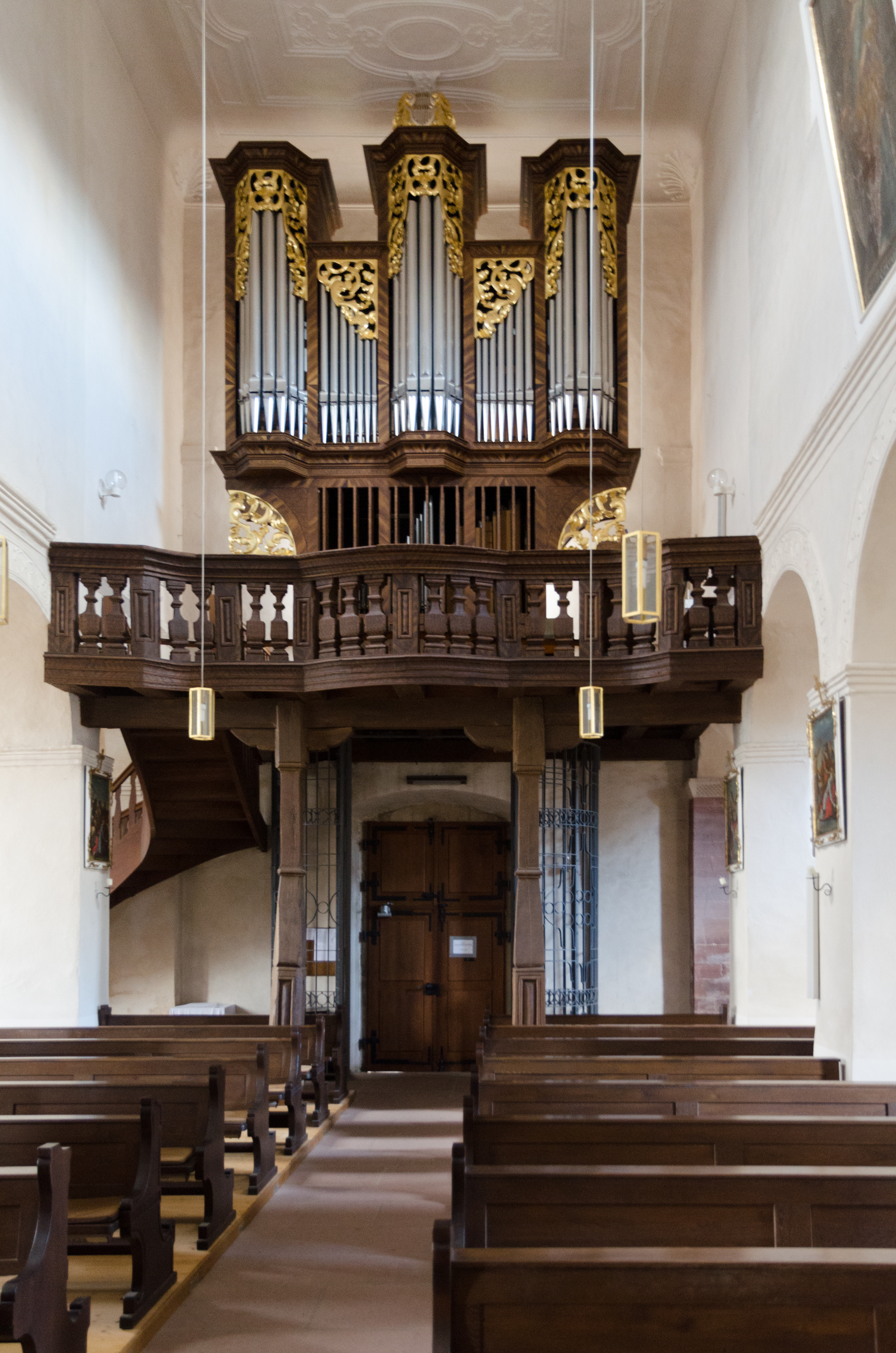
Orgel der Klosterkirche

Die römisch-katholische Klosterkirche St. Laurentius in Hanglage über der Fränkischen Saale ist eine der beiden Dorfkirchen von Aura. Sie gehört wie das Kloster zu den Baudenkmälern des Ortes und ist unter der Nummer D-6-72-111-1 in der Bayerischen Denkmalliste registriert.
Die zweite Dorfkirche mitten im Ort gehört wie die Klosterkirche zur Pfarrei Aura. Diese ist wiederum mit den Pfarreien Ramsthal, Sulzthal und Euerdorf mit Filiale Wirmsthal zur Pfarreiengemeinschaft Saalethal im Dekanat Bad Kissingen, Bistum Würzburg, zusammengeschlossen.

### Geschichte der Pfarrei
Im Jahr 1668 wurde Aura mit der Filiale Wittershausen zur Pfarrei erhoben und mit einem Teil der ehemaligen Klostereinkünfte ausgestattet. Der Pfarrer wohnte zunächst in Euerdorf. Im Jahr 1695 wurde das Pfarrhaus bezugsfertig und der Sitz der Pfarrei wechselte nach Aura. Die Klosterkirche diente als Pfarrkirche. Am 29. Juni 1971 wurde sie in dieser Funktion vom Neubau mitten im Ort abgelöst. Zum 1. September 1989 wurde Wittershausen von Aura nach Oberthulba umgepfarrt. Mit der Eingliederung des Ortes in die Pfarreiengemeinschaft Saalethal zum 1. September 2001 endete auch die Eigenständigkeit von Aura.

### Baugeschichte
Die Kirche wurde im Jahr 1113 nach fünfjähriger Bauzeit geweiht. Der heutige Kirchturm entstand um das Jahr 1600. Im Jahr 1669 wird die Kirche als baufällig beschrieben. Umbauten und Abtragungen in den Jahren 1687 bis 1697 folgten darauf. Weitere bauliche Veränderungen fanden in den Jahren 1742 bis 1745 statt. In den Jahren 1975 bis 1981 wurde die Kirche innen und im Jahr 2007 außen renoviert. Vor dem Einbau der neuen Glocken im Jahr 2013 war eine Reparatur des Kirchturms nötig.

### Beschreibung
Die Kirche ist nicht in allen Bauteilen erhalten. Es handelt sich um eine romanische Basilika mit Mittelschiff und zwei Seitenschiffen. Sie hatte im Osten zwei Türme mit Zeltdach. Die drei Apsiden zwischen ihnen bildeten den Mönchschor. Im Westen befand sich ein ca. 16 m × 5 großer Querbau mit einem Rundbogeneingang. Zum 5,45 m breitem Triumphbogen des Mittelschiffes führte eine 4,50 m hohe Treppe. Die Kirche war ohne den Querbau außen gemessen ca. 45 m lang und ca. 16 m breit. Das Mittelschiff war innen 6,40 m breit und 11,90 m hoch, die Seitenschiffe 3,16 m (nördliches Seitenschiff) bzw. 3,25 m breit (südliches Seitenschiff) und 5,83 m hoch. Die Stützen des Mittelschiffs entsprachen ursprünglich dem sächsischen Stützenwechsel – zwei Säulen auf einen Pfeiler. Die Vorgaben der Hirsauer Bauschule, die Abt Ekkehard mitbrachte, sind daher nicht vollständig beachtet.
Die drei Kirchenschiffe sind bis heute erhalten geblieben. Dagegen sind der Mönchschor mit den beiden Türmen und auch der Querbau verschwunden. Dadurch hat sich die Länge auf ca. 30,80 m verkürzt. Der Fußboden ist angehoben worden. Die Rundbogenfenster sind durch ovale Fenster und Fenster mit geradem Sturz ersetzt. Dadurch hat die Kirche nun ein barockes Erscheinungsbild. Zu diesem trägt auch der Stuck der Flachdecken bei. Der heutige dreigeschossige Turm an der Nordseite ist nachgotisch. Seine Höhe bis zum Haubendach mit Knauf beträgt ca. 36 Meter. Er besitzt spitzbogige Schallfenster und im Stockwerk darunter ovale Fenster.

### Ausstattung
Die Altäre sind Werke des 18. Jahrhunderts. Der Hochaltar mit Gemälde Mariä Himmelfahrt und Figuren der Heiligen Aquilin, Burkard, Kilian und Laurentius wurde 1730 geschaffen. Die kleinen Nebenaltäre sind etwas älter und datieren 1720. Die Kanzel wurde im 17. Jahrhundert gefertigt und später im Stil des Rokoko umgearbeitet. Zu nennen ist auch eine spätgotische Figur des heiligen Urban an einem der Pfeiler. Die Orgel ist neueren Datums im barocken Gehäuse. Seit dem Jahr 2013 besitzt die Kirche vier neue Bronzeglocken der Firma Perner in Passau mit den Tönen fis’ − gis’ − a’ − h’. Diese Glocken ersetzten ein Geläut aus vier Stahlglocken, das 1923 gegossen und 1949 durch Zukauf erweitert wurde. Der Zukauf war notwendig geworden, weil die im Jahr 1538 gegossene Marienglocke mit dem Ton fisʼ beschädigt von der Ablieferung im Jahr 1942 zurückkam.

## Kirchenruine

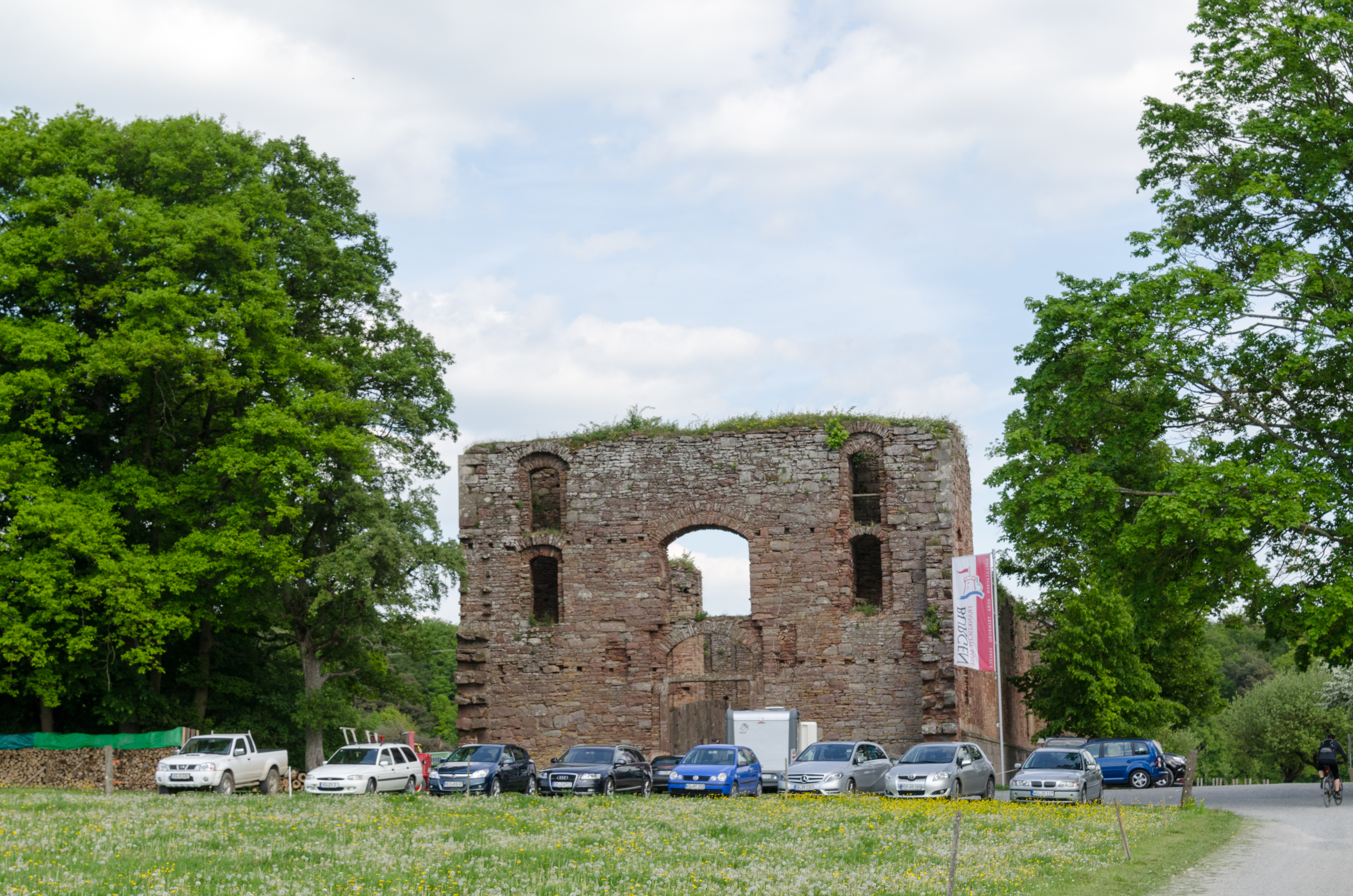
Ruine Aura

Bei der Ruine Aura – zu unterscheiden vom Kloster Aura – handelt es sich um Überreste eines Neugründungsversuchs im 17. Jahrhundert. Der Bau blieb 1622 unvollendet stehen. Nach dem Tod des Gründers, Fürstbischof Johann Gottfried I. von Aschhausen im Jahr 1622 und bedingt durch den Dreißigjährigen Krieg wurden die Arbeiten eingestellt und nicht wieder aufgenommen.
Es ist eine frühbarocke Anlage und die erste Wandpfeilerkirche in Franken. Geplant waren zwei Türme im Westen, ein einschiffiges Langhaus, ein schmales Querschiff und eine halbrunde Apsis im Osten. Heute ist das Gebäude stark verfallen. Es wurde von der Bevölkerung der umliegenden Dörfer als Steinbruch genutzt.